# تیمی تایم
تیمی تایم یا زمان تیمی یک سریال کودکان پویانمایی بریتانیایی به سبک استاپ‌موشن است که اچ آی تی انترتینمنت و آردمن انیمیشن برای بی‌بی‌سی ساخته اند. این برنامه در انگلستان در شبکه سی‌بیبیز در ۶ آوریل ۲۰۰۹ شروع شد. این برنامه اسپین آفی از مجموعه انیمیشن گوسفند ناقلا است، که خود بره ناقلا نیز اسپین آفی یک فیلم کوتاه والاس و گرومیت به نام اصلاح سه‌تیغ (۱۹۹۵) است.
دو سری اول در ۲۶ قسمت پخش شد. در بریتانیا ، آخرین قسمت این برنامه در سپتامبر ۲۰۱۱ در سی‌بیبیز پخش شد. در استرالیا ، فصل اول این سریال در مه ۲۰۰۹ در ای بی سی یک پخش شد و فصل سومش هم در ماه مه ۲۰۱۱ در ای بی سی کیدز پخش شد . این سریال همچنین از دیزنی جونیور در سال ۲۰۱۲ بازپخش شد ، اما پخش این سریال در مه ۲۰۱۴ متوقف شد.

## خلاصه و تعریف سریال
در این سریال ، تیمی و دوستانش  باید یاد بگیرند که به اشتراک بگذارند ، با هم دوست شوند و اشتباهات خود را بپذیرند. آنها توسط دو معلم ، هریت حواصیل و اسبورن جغد ، آموزش می بینند. این نمایش با هدف آموزش کودکان در سن پیش دبستانی پخش می شد ، که این شرکت آن را "گامی طبیعی برای آردمن و اچ آی تی" توصیف کرده است.
این سریال بعد از قسمت های ده دقیقه ای ساخته شده است ، که مانند گوسفند ناقلا گفتگو ندارند زیرا باهم دیگر حرف نمی‌زنند ، در این سریال بیتزر و کشاورز ظاهر نشدند. فیلمبرداری یک قسمت این سریال در یکی از مجموعه های شبکه تلویزیونی دیسکاوری به نام چگونه ساخته شده است پخش شد .

## پخش تلویزیونی
| بریتانیا            | سی‌بیبیز سی بی‌بی‌سی تینی پاپ                                                |
| ایالات متحده آمریکا | شبکه دیزنی به نام پلی هاوس دیزنی (پخش در دسامبر ۲۰۱۰)                     |
| استرالیا            | ای بی سی کیدز (توقف پخش در سال ۲۰۰۹ ، بازپخش در ۲۰۱۷ و اتمام در سال ۲۰۱۹) |
| اسکاتلند            | بی‌بی‌سی دو اسکاتلند بی‌بی‌سی آلبا                                            |